# 阿拉尼翁河
阿拉尼翁河（法語：Alagnon，亦作，法語發音：[alaɲɔ̃]）是法國奥弗涅-罗讷-阿尔卑斯大区康塔尔省、上卢瓦尔省与多姆山省的河流，屬於阿列河的左支流，河道全長86.7公里，發源自拉韦西耶尔，河口處在欧扎拉孔贝勒。

## 外部連結
- http://www.geoportail.fr （页面存档备份，存于）
- The Alagnon at the Sandre database （页面存档备份，存于）